# Cybicola scomberomori
Cybicola scomberomori is een eenoogkreeftjessoort uit de familie van de Pseudocycnidae. De wetenschappelijke naam van de soort is voor het eerst geldig gepubliceerd in 1963 door Yamaguti.